# Hipocykloida
Hipocykloida – krzywa płaska, jaką zakreśla ustalony punkt okręgu toczącego się bez poślizgu wewnątrz okręgu o większym promieniu. Krzywa ta jest szczególnym przypadkiem hipotrochoidy.
Kształt hipocykloidy (liczba ostrzy) zależy od ilorazu {\displaystyle {\tfrac {R}{r}}} promieni okręgów, nieruchomego do toczącego się.

## Opis matematyczny
Hipocykloidę najłatwiej opisać równaniami parametrycznymi:
{\displaystyle x=(R-r)\cos(t)+r\cos \left({\frac {R-r}{r}}\,t\right),}
{\displaystyle y=(R-r)\sin(t)-r\sin \left({\frac {R-r}{r}}\,t\right).}

## Przykłady

Asteroida jako ewoluta elipsy

Poniższe rysunki pokazują kilka hipocykloid dla różnych wartości ilorazów {\displaystyle {\tfrac {R}{r}}}
- hipocykloida {\displaystyle {\tfrac {R}{r}}=3} (zwana też deltoidą) – powstawanie i krzywa statycznie:

- hipocykloida {\displaystyle {\tfrac {R}{r}}=4} (zwana też asteroidą[2]) – powstawanie i krzywa statycznie:

- dla {\displaystyle {\tfrac {R}{r}}=2} hipocykloida redukuje się do średnicy dużego okręgu – fakt ten jest znany jako twierdzenie Kopernika i może być wykorzystany do zamiany ruchu obrotowego na posuwisto-zwrotny:

Jeżeli stosunek {\displaystyle {\tfrac {R}{r}}} jest liczbą niewymierną, hipocykloida jest linią otwartą, a zbiór jej wierzchołków jest gęstym podzbiorem okręgu. Poniższe rysunki przedstawiają taką sytuację z tym, że parametr {\displaystyle t} przebiega skończony przedział, [−10, 100] oraz [−10, 1000]: